# Igreja Católica Bizantina Grega

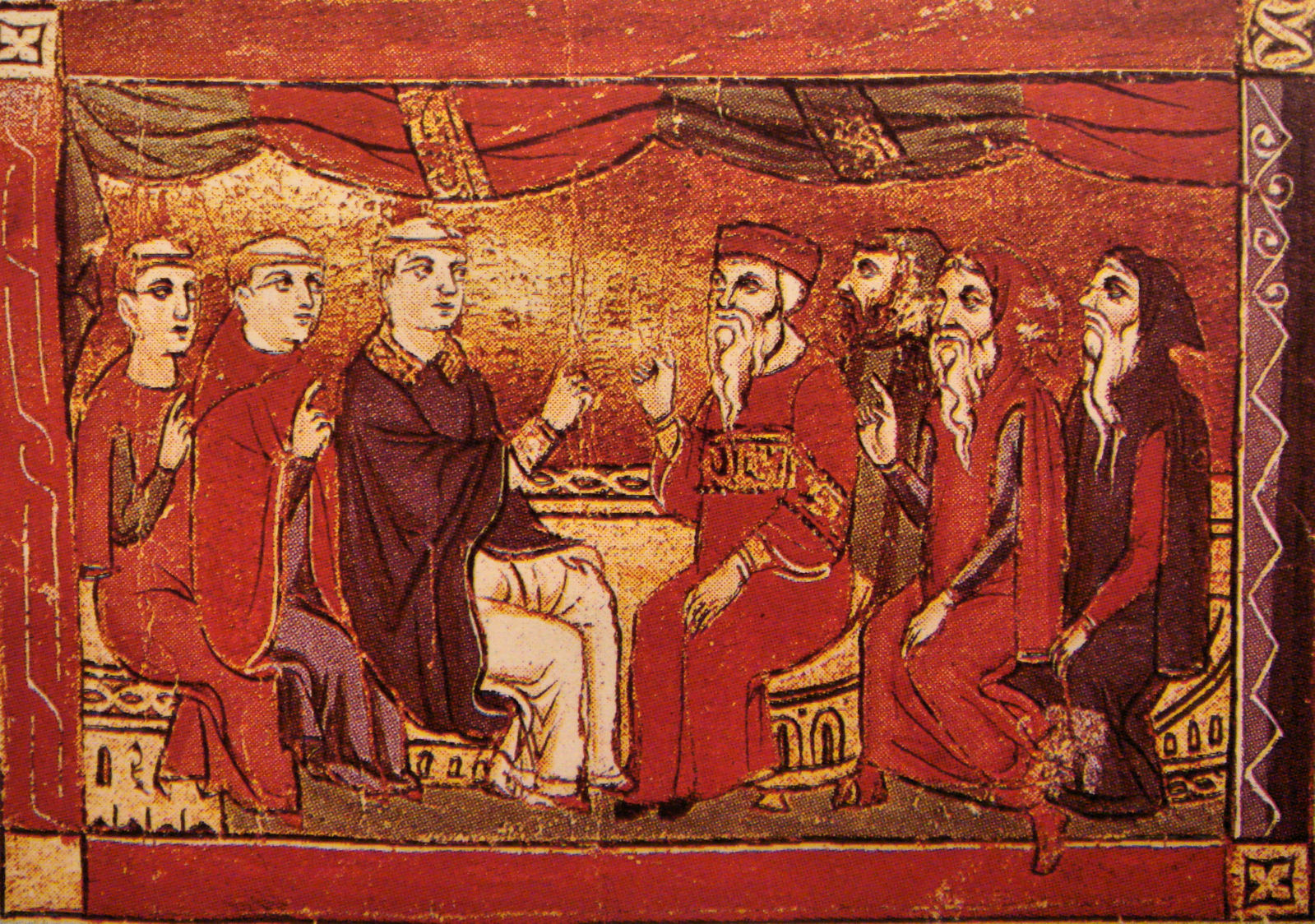
Debate entre Católicos e Cristãos orientais no século XIII, Acre 1290.

A Igreja Católica Bizantina Grega, ou simplesmente Igreja Católica Grega é uma Igreja particular oriental sui iuris em comunhão com a Igreja Católica Romana. Isto quer dizer que ela, nunca abandonando as suas veneráveis tradições e ritos litúrgicos orientais, aceita a autoridade e primazia do Papa. Unida formal e oficialmente à Santa Sé em 1829, esta Igreja foi fruto de uma cisão ocorrida na Igreja Ortodoxa Grega.
Atualmente, esta Igreja conta com um pouco mais de 6 mil fiéis, concentrados em maioria na Grécia. O seu rito litúrgico é de tradição bizantina e utiliza o grego como língua litúrgica.
A simples existência da Igreja Católica Bizantina Grega não significa que a Grécia não tenha católicos de rito latino. Aliás, os católicos latinos constituem a maioria dos poucos católicos existentes na Grécia.

## História
Após o fracasso das tentativas por parte do Concílio de Lyon (1274) e do Concílio de Florença (1439) de repararem o Cisma do Oriente (1054), alguns ortodoxos gregos, mesmo assim, entraram em comunhão com a Igreja Católica Romana. Mas, foi só em finais do século XIX é que uma igreja foi construída, na aldeia de Malgara (Trácia), para servir os católicos gregos de rito bizantino. Antes do final do século XIX, mais duas igrejas foram construídas, uma em Constantinopla, e a outra em Kadiköy (Turquia).
Em 1907, Isaias Papadopoulos, o sacerdote grego que mandou construir a igreja na Trácia, foi nomeado vigário-geral para os católicos bizantinos gregos dentro da Delegação Apostólica de Constantinopla. Em 1911, ele recebeu a consagração episcopal e foi posta a cargo do recém-estabelecido Ordinariato para os católicos gregos de rito bizantino, que mais tarde se tornou num exarcado. Assim, foi oficialmente fundada a Igreja Católica Bizantina Grega sui iuris.
Como resultado do conflito entre a Grécia e a Turquia, após a Primeira Guerra Mundial (1914-1918), os católicos gregos da região de Malgara fugiram para Macedónia, e muitos daqueles que viviam em Istambul (Turquia) emigraram ou fugiram para Atenas.
Em 1932, o território do Exarcado (o antigo Ordinariato) foi limitado ao do Estado grego, porque foi criado um novo exarcado em Istambul para os que residiam na Turquia. Devido à emigração e à discriminação (por vezes muito violenta e sangrenta), o número de católicos bizantinos gregos na Turquia tornou-se extremamente reduzido. O último sacerdote grego faleceu em Istambul em 1997 e, desde então, os únicos serviços regulares da Igreja Greco-Católica da Santíssima Trindade são realizadas por exilados católicos caldeus que vivem na cidade.

## Organização territorial
- Exarcado Apostólico da Grécia - governado actualmente pelo Exarca Manuel Nin, O.S.B., este exarcado conta actualmente com cerca de 6000 fiéis [2].
- Exarcado Apostólico de Istanbul (ou de Constantinopla)

Ambos os exarcados apostólicos estão sujeitos directamente à Santa Sé .